# Konga tingslag
Konga tingslag var ett tingslag i Kronobergs län i Östra Värends domsaga. Tingsplats var till 1926 Ingelstad, därefter Växjö.
Tingslaget bildades 1680 och omfattade Konga härad. Tingslaget uppgick 1 januari 1948 i Östra Värends tingslag. 